# Phonicocleptes spectans
Phonicocleptes spectans är en tvåvingeart som först beskrevs av Walker 1851.  Phonicocleptes spectans ingår i släktet Phonicocleptes och familjen rovflugor. Inga underarter finns listade i Catalogue of Life.